# アブドゥルラフマーン・イブン・ファイサル・アール・サウード
アブドゥルラフマーン・イブン・ファイサル・アール・サウード（アラビア語: عبد الرحمن بن فيصل آل سعود、英語: Abdul Rahman bin Faisal Al Saud、1850年 - 1928年6月）は、第二次サウード王国の最後の君主であり、サウジアラビア王国の建国の父であるアブドゥルアズィーズ・イブン・サウードの父親として知られている。